# 大阪市電南北線支線
大阪市電南北線支線（おおさかしでんなんほくせんしせん）は、大阪駅前 - 淀屋橋間を結んでいた大阪市電の路線名。大阪市電の第二期線として開業した大阪市電南北線の支線。

## 路線データ
- 起点：大阪駅前
- 終点：淀屋橋
- 軌間：1435mm
- 架線電圧：直流600V

## 沿革
- 1908年（明治41年）8月1日
  - 大阪駅前～淀屋橋間開業。
- 1966年（昭和41年）7月1日 
  - 大阪駅前～淀屋橋間廃止。

## 駅一覧
- 大阪駅前
- 梅田新道
- 淀屋橋